# Tmušici
Tmušici (cyr. Тмушици) – wieś w Czarnogórze, w gminie Berane. W 2011 roku liczyła 22 mieszkańców.